# 佩列米利夫卡
50°35′8″N 25°48′5″E / 50.58556°N 25.80139°E
佩列米利夫卡（烏克蘭語：Перемилівка），是烏克蘭西北部的村莊，隸屬里夫內州的杜布諾區。該村始建於1549年，面積10.6平方公里，海拔高度229米，2001年人口234，人口密度每平方公里22.1人。